# Candi (tempel)

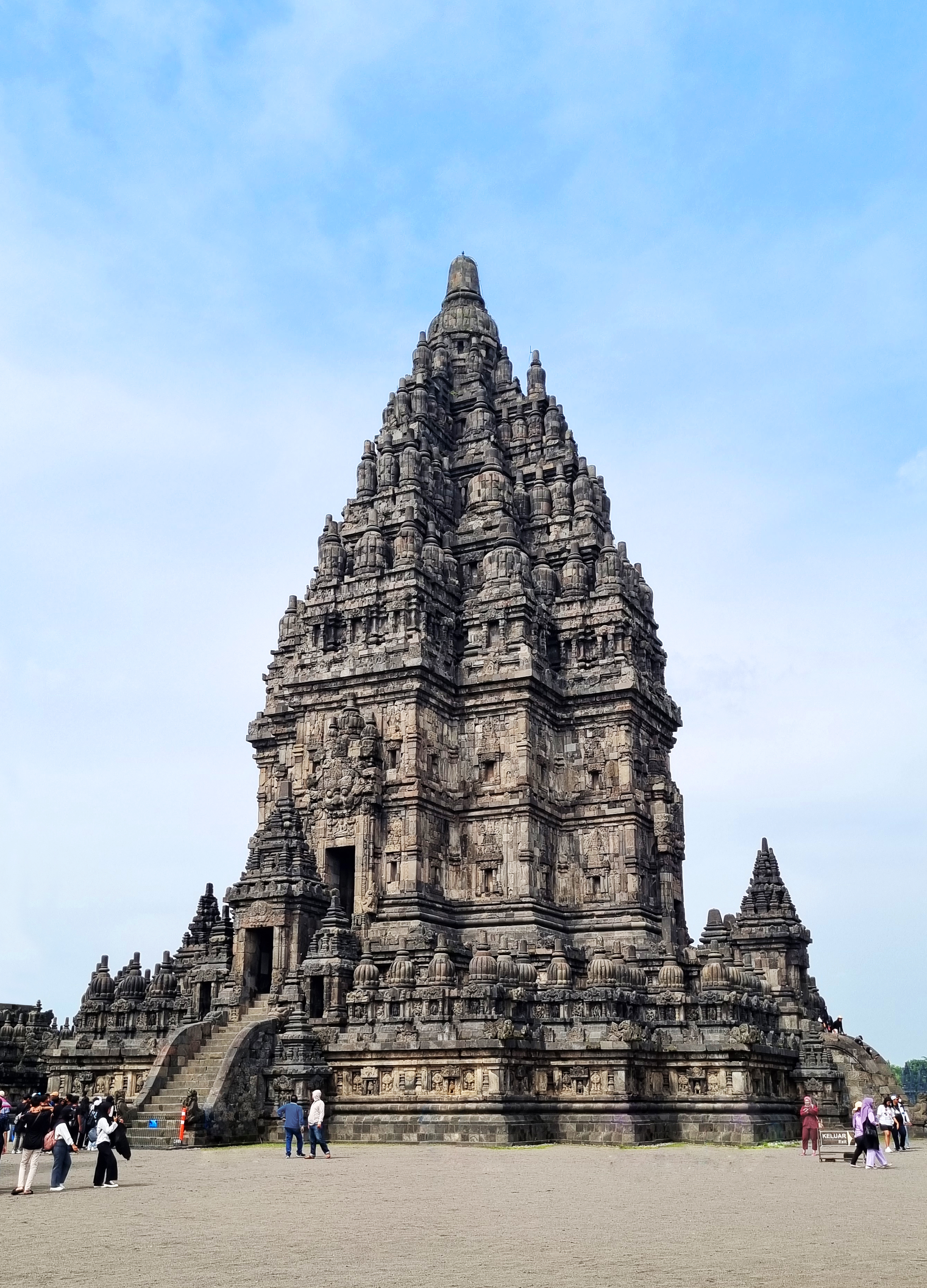
De Lara Jongrang, de tempel voor Shiva bij Prambanan, Midden-Java, 9de eeuw

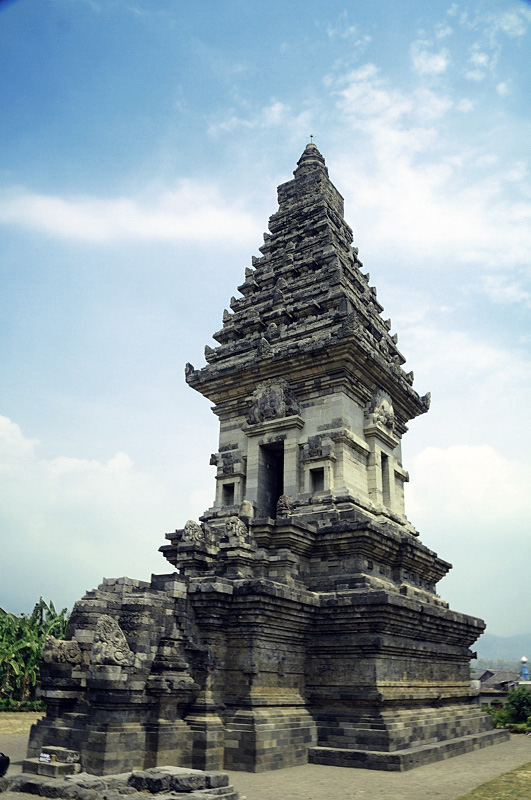
De Candi Jawi, een Oost-Javaanse tempel bij Pasuruan gebouwd aan het einde van de 13de eeuw. Deze heeft nog een dak van steen.

Candi is het Indonesische woord voor tempel. De term omvat zowel de boeddhistische als de hindoeïstische tempels. Tussen de achtste en de 15de eeuw werden op Sumatra, Java en Bali honderden van deze bouwwerken neergezet, gebouwd van steen en later ook van baksteen. Reliëfs op de Borobudur en de Lara Jonggrang, de Shiva-tempel bij Prambanan op Midden-Java maken duidelijk dat ook hout en ander vergankelijk materiaal is gebruikt. Hoewel ook niet-religieuze bouwwerken zoals poorten, ruïnes en baden met het woord  'candi' worden aangeduid, is de belangrijkste verschijningsvorm van een candi een religieus gebouw waar offers kunnen worden gebracht.

## Betekenis en achtergrond

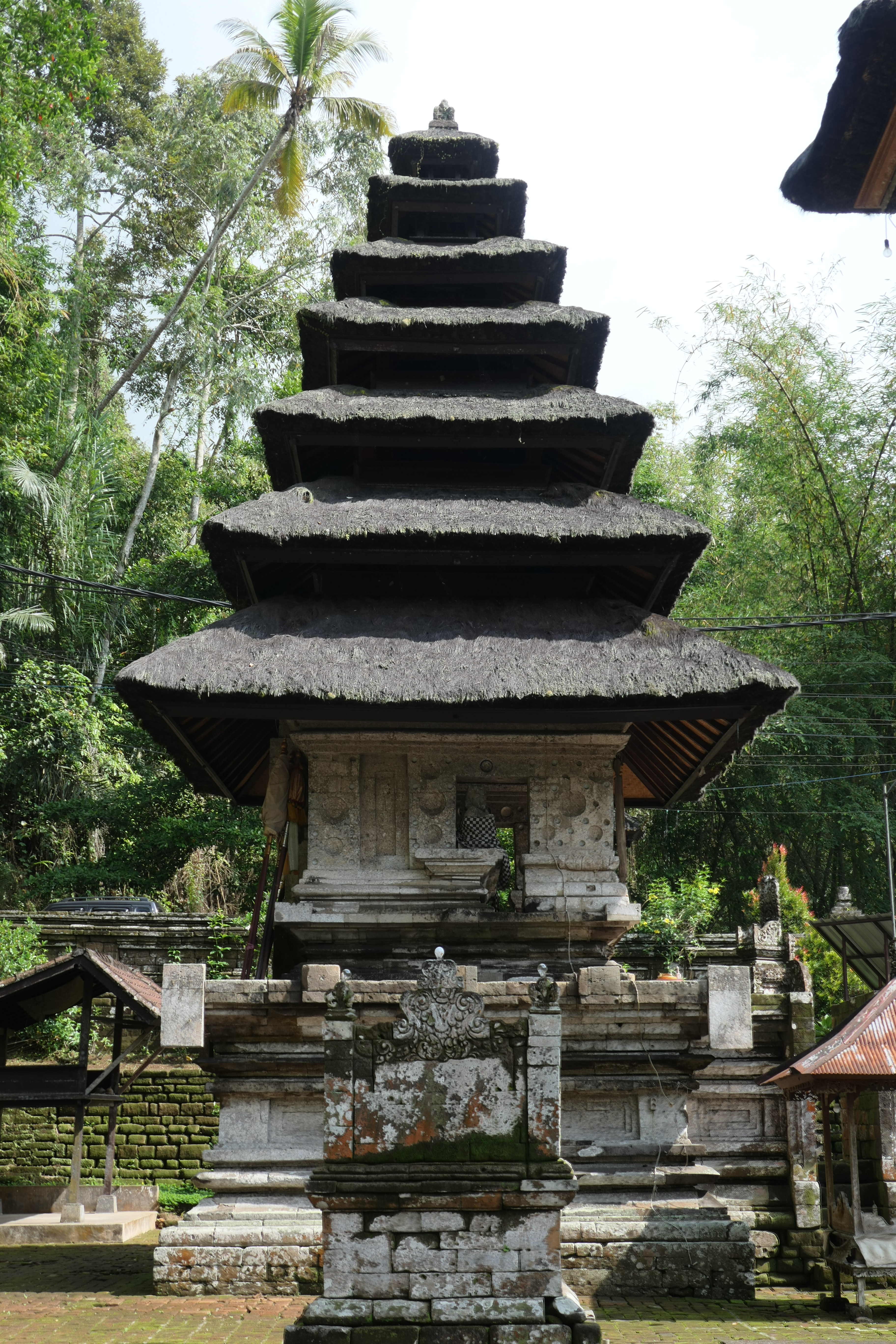
Hoofdtempel van de Pura Yeh Gangga op Bali met een gestapeld dak, een meru

Men denkt dat het woord candi afgeleid is van de term candrikagriha, dat letterlijk 'huis van Candrika' betekent. Candrika is de godin van de dood en een van de gemalinnen van Shiva. Daarom werd vaak gedacht dat een candi niet zozeer een tempel was, maar vooral een graftombe waarin de as van een belangrijk overleden persoon bewaard werd, een koning, een koningin, een belangrijke raadsheer of wijze. Maar dat bleek een misverstand.
Veel candi's werd gebouwd om een overleden monarch te eren. Men geloofde dat deze vorsten verschijningen waren van bepaalde godheden, aardse vertegenwoordigers van deze goddelijke persoonlijkheden die gekomen waren om over het volk te heersen en voor deze godheid de kosmische orde te handhaven. Tijdens hun overlijden werden deze vorsten weer verenigd met de godheid zelf. Dat werd uitgedrukt in de vorm van een beeld van deze bepaalde godheid. Eenmaal in de cella van het heiligdom geplaatst werd de godheid, maar tegelijk ook de overleden vorst aanbeden en vereerd. Het doel van de candi was dit beeld te beschermen tegen de elementen en tegen de blikken van de mensen. In feite was het beeld een lege huls. De godheid daalde in het beeld neer als mensen hem of haar begonnen aan te roepen. Die mensen waren overigens alleen de priesters die in de cella aanwezig mochten zijn en het beeld konden aanschouwen.

### Symboliek
Een candi is in feite een uitbeelding van de kosmos. Het fundament staat voor de bhurloka, de wereld van de stervelingen. Het gebouw staat voor de bhuvarloka, de wereld van de gezuiverden, de heiligen, en het meestal kegelvormige dak voor de svarloka, de wereld van de goden. Het dak wordt als een replica beschouwd van de heilige berg Meru, die in de kosmos van de Indiase mythologie het centrum vormt. Dit dak herinnert duidelijk aan de kegelvormige daken op de tempels in zowel Noord- als Zuid-India.
Zoals eerder gezegd, werd lang gedacht dat er in het geval van een candi een urn met as onder de cella van het heiligdom begraven was. De Indonesische geleerde, R. Soekmono, heeft in zijn proefschrift duidelijk gemaakt dat het om iets anders ging, om een zogenaamde peripih. De peripih (ook pripih) is een kistje, oorspronkelijk van steen,  ingedeeld in negen vakjes, acht tegen buitenkant aan en één in het midden overeenkomstig de acht windstreken en het zenith. Soms echter was het kistje ingedeeld in wel 25 vakjes. Dit kistje werd gevuld met kleine rituele voorwerpen gemaakt van goud, zilver en brons, kostbare halfedelstenen en zaden die de elementen vertegenwoordigen. Bij de inwijdingsceremonie, het zogenaamde pranapratishtha-ritueel, bedoeld om het beeld tot leven te wekken, werd de godheid van het beeld aangeroepen. De gelovigen meenden dan dat de godheid uit de hemel neerdaalde, het dak van de tempel bezielde en vervolgens binnendrong in het beeld. Tegelijkertijd stroomde heilig water dat tijdens de rituelen over het beeld gegoten werd door een soort van buis naar de peripih. Vanaf dit ogenblik leefde het beeld, zo geloofde men.

## Geschiedenis
Van de oudste candi's zijn resten gevonden op het Diëng-plateau in het district Kedu in Midden-Java. Zij waren gemaakt van steen. Al heel snel bereikte de bouwkunst in deze regio een zeer hoog niveau. De Borobudur en de Lara Jonggrang, de Shiva-tempel bij Prambanan, zijn daar de bewijzen van. Enkele van de eerste grote religieuze gebouwen van baksteen zijn de boeddhistische kloostergebouwen van het Muaro Jambi-complex in Jambi, de hoofdstad van Malayu, op Sumatra. Die moeten voor de val van deze stad in 1278 gebouwd zijn. Het oudste heiligdom van baksteen is waarschijnlijk de Batujaya-tempel bij Karawang op West-Java. In de 14de eeuw werden met name in het rijk van Majapahit, bijvoorbeeld in de hoofdstad gelegen bij Trowulan, meer candi's van baksteen gebouwd. Baksteen werd geleidelijk aan steeds populairder. 
De Indonesische geleerde R. Soekmono stelde na grondig onderzoek vast dat er nog een andere verandering plaatsvond: de introductie van een pagode-achtig gestapeld dak, een zogenaamde meru, van hout, bamboe, palmvezel en gras ter vervanging van het stenen kegelvormige dak van de candi. Een van de eerste tempels waarbij dit gebeurde was de hoofdtempel op het Candi Panataran-complex, de staatstempel van Majapahit op 12 km ten noordoosten van Blitar, Oost-Java. Dit is daarna de standaard geworden voor de tempels in de pura's, de hindoeïstische tempelcomplexen in Bali, Lombok en de rest van Indonesië. Het grote voordeel van een meru is dat hij na een aardbeving makkelijk te restaureren is. Aardbevingen komen op Sumatra, Java, Bali en Lombok immers veel voor. Geen wonder dus dat in de 19de eeuw veel tempels op Sumatra en Java ingestort waren. Een meru is echter van vergankelijk materiaal gemaakt en moet daarom onderhouden worden. Regelmatig worden onderdelen of wordt zelfs de hele meru vervangen. Dat betekent dat een meru nooit heel oud is.
Volgens Soekmono stond in de hoofdtempel van het Candi Panataran-complex geen beeld meer. Dat vertrek was leeg. De godheid was acintya, niet door het menselijk denken te omschrijven.